# Wilczkowice Dolne (Łódź)
Pour les articles homonymes, voir Wilczkowice Dolne.
Wilczkowice Dolne (prononciation [vilt͡ʂkɔˈvit͡sɛ ˈdɔlnɛ]) est un village de la gmina de Łęczyca, du powiat de Łęczyca, dans la voïvodie de Łódź, situé dans le centre de la Pologne.
Il se situe à environ 4 kilomètres à l'ouest de Łęczyca (siège de la gmina et du powiat) et 38 kilomètres au nord-ouest de Łódź (capitale de la voïvodie).

## Administration
De 1975 à 1998, le village était attaché administrativement à l'ancienne voïvodie de Płock.

Depuis 1999, il fait partie de la nouvelle voïvodie de Łódź.